# Cazimir Restauratorul
Cazimir Restauratorul (poloneză: Kazimierz I Odnowiciel); (n. 25 iulie 1016, Cracovia, Regatul Poloniei⁠(d) – d. 19 martie 1058, Poznań, Polonia) a fost un Duce al Poloniei din dinastia Piast și monarhul de facto al întregii țări din 1034 până la moartea sa.
El a fost singurul fiu al lui Mieszko al II-lea Lambert și al prințesei Richeza, fiica contelui Palatin Ezzo de Lotharingia (Ezzonen) și nepoata împăratului Otto al II-lea.
Cazimir este cunoscut sub numele de Restauratorul, deoarece a reușit să reunească toate părțile Regatului polonez, după o perioadă de mari frământări. El a recuperat Mazovia, Silezia și Pomerania. Cu toate acestea, nu a reușit să se încoroneze ca rege al Poloniei, în principal din cauza amenințărilor interne și externe față de domnia sa.

## Viața

### Primii ani
Se cunosc puține detalii despre primii ani ai lui Cazimir. E posibil să-și fi petrecut copilăria la curtea regală a Poloniei, în Gniezno. În scopul de a dobândi o educație corespunzătoare, el a fost trimis la una dintre mănăstirile poloneze în 1026. Potrivit unor surse mai vechi, el a vrut inițial să aibă o carieră în Biserică și chiar a cerut o dispensă de a deveni călugăr. El a părăsit biserica în 1031.

### Fuga
Tatăl lui Cazmir, Mieszko al II-lea, a fost încoronat rege al Poloniei în 1025, după moartea tatălui său, Boleslav I cel Viteaz. Magnații țării s-au temut că noul guvern nu va fi la fel de puternic precum cel de sub conducerea lui Bolislau I. Acest lucru a dus la neînțelegeri între rege și nobilime. 
Profitând de situația precară a regelui, frații lui Mieszko al II-lea,  Bezprym și Otto, s-au întors împotriva lui și s-au aliat cu Împăratul Conrad al II-lea, ale cărui forțe au atacat țara, recâștigând Lusatia. Au durat ani de haos și conflicte, în care Mieszko a murit (1034) în condiții suspecte, după ce a fost forțat să abdice.
La momentul morții tatălui său, Cazimir se afla în Germania, la curtea unchiului său Hermann al II-lea, Arhiepiscop de Koln. În 1037, atât tânărul prinț cât și mama sa s-au întors în Polonia și au încercat să preia tronul. Acest lucru a dus la o rebeliune a baronilor locali, care împreună cu așa-numita Reacție Păgână a oamenilor de rând, l-au forțat pe Cazimir și pe mama sa să fugă în Saxonia.
Cu toate acestea, Cazimir s-a reîntors curând în Polonia și în 1038, a încercat încă o dată să-și recâștige puterea cu ajutorul influenței mamei sale. A eșuat din nou și a trebuit să fugă, de data asta spre Regatul Ungariei, unde a fost închis de Ștefan I. Regina văduvă a rămas în Germania, unde a devenit călugăriță, până la moartea sa, în 1063.

## Lupta pentru tron

### Interregnum
Părțile centrale ale Poloniei erau controlate de Bezprym. Districtul central din Wielkopolska s-a revoltat împotriva nobilimii și clerului catolic. Districtul Mazovia s-a separat, iar un lord local, Miecław, a format un stat pentru el. O situație similară a avut loc și în Pomerania. Profitând de haosul și slăbiciunea lui Bezprym, ducele Bratislaus I al Boemiei a invadat și devastat țara: Polonia Mică și Mare au fost grav jefuite, Poznań a fost capturat și Bretislaus a demis Gniezno, luând moaștele Sfântului Adalbert, Redim Gaudentius și a altor cinci eremiți. În drumul său de întoarcere, acesta a cucerit o parte din Silezia, inclusiv Wrocław, a jefuit mormântul lui Mieszko I și a distrus clădirile religioase, care au fost construite de Mieszko I, în timpul sărbătoririi de convertire a Poloniei.

### Restaurarea

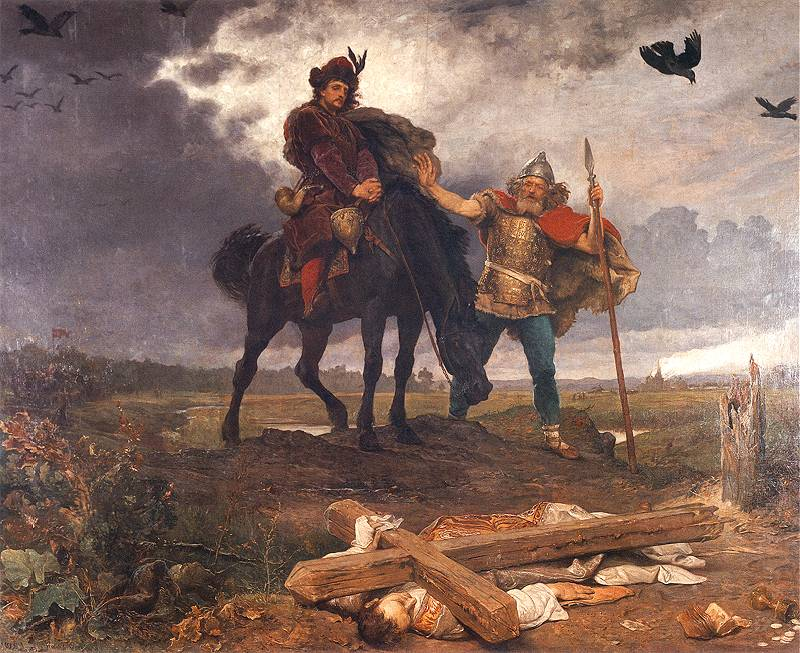
Întoarcerea lui Cazimir Restauratorul în Polonia, de Wojciech Gerson. Pictura a fost făcută în momentul când Polonia a fost împărţită şi şi-a pierdut independenţa.

După ce a reușit să scape din Ungaria, Cazimir a plecat în Germania, unde în 1039, ruda sa, Împăratul Henric al III-lea (care se temea de puterea crescută a domnitorului din Boemia), l-a sprijinit militar și financiar. Cazimir a primit o forță de 1.000 de pedestrași și o cantitate semnificantă de aur pentru a-și restabili puterea în Polonia. Cazimir a semnat, de asemenea, o alianță cu Iaroslav I cel Înțelept, Prințul Rusiei, care se lega prin căsătorie cu sora lui Iaroslav, Maria Dobronega. Cu acest sprijin, Cazimir s-a întors în Polonia și a reușit să preia multe din domeniile sale. În 1041, Bretislaus a învins a doua invazie a sa asupra Împăratul Henric al III-lea și a semnat un tratat la Regensburg, în care a renunțat la toate pretențiile sale pentru toate teritoriile din Polonia, cu excepția regiunii Silezia, care făcea parte din Împărăția Boemiei. Cazimir a reușit cu succes să întărească puterea regală și să termine trupele interne, aducându-i numele de Restauratorul.
Tratatul i-a adus lui Cazimir o perioadă de pace de la granița de sud,  iar capitala Poloniei a fost mutată la Cracovia, singurul oraș polonez important, neatins de războaie. Împăratul Romano-German a fost mulțumit de echilibrul de putere restaurată în regiune și l-a forțat pe Cazimir să nu se încoroneze rege al Poloniei. În 1046, Împăratul Henric al III-lea deținea terenuri regale și imperiale la Merseburg și Meissen, care a dus la încheierea certurilor între Ducele Bretislaus de Boemia și Cazimir I.
În 1047, Cazimir, ajutat de cumnatul său rus, a început un război împotriva Mazoviei și a confiscat pământul. Acest lucru i-a securizat puterea în Polonia centrală. Trei ani mai târziu, împotriva voinței împăratului, Cazimir a confiscat Silezia, preluând astfel cea mai mare parte din domeniile tatălui său. În 1054, în Quedlinburg, Împăratul a decis ca Silezia să rămână în Polonia, în schimbul unui tribut anual de 117 kg de argint și 7 kg de aur.
Cazimir s-a concentrat pe problemele interne. Pentru a întări domnia sa, a recreat episcopia din Cracovia și Wrocław și a ridicat o nouă catedrală, Catedrala Wawel. Una dintre reformele sale a fost introducerea în Polonia, a unui element cheie al feudalismului: acordarea de fiefuri pentru suita sa de războinici, transformându-i treptat în cavaleri medievali.

## Căsătoria și copiii
Cazimir s-a căsătorit cu Maria Dobroniega, fiica Marelui Duce Vladimir I al Kievului. Cei doi au avut împreuna cinci copii:
- Boleslav al II-lea cel Generos (1043 - 2/3 aprilie 1081/1082)
- Vladislav I Herman (1044 - 4 iunie 1102)
- Mieszko (16 aprilie 1045 - 28 ianuarie 1065)
- Otto (1046-1048)
- Swietoslawa (1048 - 1 septembrie 1126), s-a căsătorit cu Ducele Vratislaus al II-lea al Boemiei